# Massimiliano Ferretti
Massimiliano Ferretti, född 22 juni 1966 i Rom, är en italiensk vattenpolospelare och -tränare. Han representerade Italien i OS två gånger i vattenpolo. Sedan 2013 tränar han Rari Nantes Sori.
Ferretti gjorde tolv mål i OS-turneringen 1988 där Italien nådde en sjundeplats. Han tog guld i OS-turneringen 1992. I guldlaget 1992 gjorde han fjorton mål. Ferretti tog EM-guld 1993 i Sheffield och VM-guld 1994 i Rom.
Ferretti var tränare för Società Sportiva Nervis damlag 2009–2011 och herrlag 2011–2013.